# باول-هنري سبينس
باول-هنري سبينس هو سياسي كندي، ولد في 9 نوفمبر 1906 في روبيرفال في كندا، وتوفي في 29 مايو 1994 في مدينة كيبك في كندا. نشط حزبياً في الحزب الكندي التقدمي المحافظ والاتحاد الوطني. وقد انتخب عضو الجمعية الوطنية في كيبك ‏ عن دائرة روبرفال ‏ وانتخب عضو مجلس العموم الكندي.